# Treehouse of Horror XXVI
«Treehouse of Horror XXVI» (укр. «Будинок жахів XXVI») — п'ята серія двадцять сьомого сезону мультсеріалу «Сімпсони», прем'єра якої відбулась 25 жовтня 2015 року у США на телеканалі «Fox».

## Сюжет

### Вступ
Вступ анімований мультиплікатором Джоном Крісфалузі, творцем «Шоу Рена і Стімпі».
Барт, Ліса і Меґґі йдуть через кладовище, а навколо них літають привиди. З однієї з могил повстає правитель цих місць — величезний 7-ми метровий монстр. Він хапає Барта, дістає його душу і намагається пережувати, а потім приймається за Лісу. У цей момент втручається Меґґі (як бджола), жалить йому язик і діти вириваються і тікають додому. Вдома над ними сміється Гомер, тому що «немає ніяких привидів». Несподівано монстр вривається в будинок, виймає душу Гомера і з'їдає її. Мардж же оголошує глядачам, що настав час для мультфільму.

### Wanted: Dead, Then Alive (укр.Розшукується: мертвим, а потім живим)
Барт несподівано отримує текстове повідомлення від Мілгауса, який просить Барта терміново прийти в кабінет музики, де вчитель містер Ларго застряг в арфі. Коли ж Барт приходить на місце, він знаходить там Другого Номера Боба, який грав на скрипці. Боб пояснює, що це він заманив Барта сюди, щоб нарешті вбити. Барт не вірить, що це може статися і починає дуріти, тоді Боб дістає гарпун і вражає того прямо в серце. Мрія Боба здійснюється.
Боб поміщає тіло Барта у себе вдома і як слід відзначає цю подію. Оскільки мета досягнута, він вирішує зайнятися іншими своїми мріями, наприклад викладати літературу у Спрінґфілдському університеті. Однак, Боб стає нещасним, оскільки обмеженість сучасних студентів його пригнічує. Він хоче знову повернутися в той час, коли повинен був убити Барта, адже це надавало сенс його життя.
За допомогою спеціальної машини він оживляє Барта і потім вбиває знову, і знову безліччю різних способів: використовуючи кувалду, пістолет, лева, коток, рахунок за електрику тощо.
Ліса, разом з Маленьким помічником Санти, знаходить тіло Барта. Сім'я Сімпсонів вривається в підвал і реанімує Барта. Боб, почувши що в його будинок вломилися, дзвонить шефу Віггаму, який дозволяє тому застосовувати зброю проти зломщиків в якості самооборони. Гомер атакує Боба лампою, відриваючи йому голову. Барт ж оживляє голову Боба за допомогою машини, а разом з головою використовує і частини різних тварин. В результаті з'являється дивна істота з тілом курки… Далі Другий Номер Боб продовжує викладати в університеті, але вже в своєму новому вигляді.

### Homerzilla (укр.Гомерзілла)
Сегмент є пародією на фільми про Ґодзіллу. Божевільний старий (Ейб) у Спрінґфілдській префектурі Японії щодня відправляє на паперовому кораблику пончик в море. Він пояснює, що це потрібно, щоб задобрити древню неактивну істоту на дні моря. Йому ніхто не вірить і всі вважають дурником. Зненацька старий вмирає і ніхто з мешканців не береться продовжувати виконувати його «ритуал». Морське чудовисько, Гомерзілла, піднімається з води, виходить на берег і починає все руйнувати…
Дія переноситься в наш час, де голлівудські продюсери переглядають цей старий фільм про Гомерзіллу. Вони приходять до висновку, що цей фільм настільки поганий, що обов'язково потрібен ремейк. Вони знімають цей ремейк під назвою «’Зілла», але той провалюється у прокаті. Тоді кінопродюсери вирішують втопити все, пов'язане з цим фільмом, у морі. Контейнери падають прямо на голову сплячій на дні Гомерзіллі, яка пробуджується… З'являється титр, що свідчить, що «Гомерзілла повернеться, щойно про неї забудуть».

### Telepaths of Glory (укр.Телепати слави)
Барт, Ліса і Мілгаус відправляються в похід до лісу, щоб вивчати метеликів. Випадково Мілгаус вдаряється носом об камеру і падає в яму. Решта дітей слідують за ним, щоб допомогти. На дні ями вони виявляють склад ядерних відходів від Спрінґфілдської АЕС. Бочки з радіацією вибухають і діти виявляються на поверхні.
Коли вони приходять до тями, то виявляють, що через радіацію отримали телепатичні надздібності (всі, крім Барта, оскільки його мозок недостатньо «потужний»). Ліса попереджає Мілгаус, що користуватися цими здібностями потрібно дуже обережно, інакше їх заберуть вчені для своїх дослідів.
Ліса акуратно використовує свої нові вміння, але Мілгаус не може впоратися з такою великим спокусою і починає просто божеволіти, поки його нарешті не вдаряє блискавка. Оскільки Ліса стверджує, що ця блискавка — не її рук справа, всім стає цікаво хто ж це так. Виявляється, що телепатичні здібності є і у Меґґі, яка замість соски вона використовувала радіоактивний стрижень. Меґґі починає перебудовувати місто за своїм бажанням, а потім використовує свої здібності і на благо решти світу. Потім з'являються Канг і Кодос, які нарікають, що у них знову тільки камео.

## Виробництво
У вересні 2015 року в інтерв'ю «The Hollywood Reporter» виконавчий продюсер Ел Джін розповів, що у хелловінській серії Другий Номер Боб нарешті вб'є Барта. Він зазначив, що сам завжди був з тих, хто хотів, щоб Хитрий койот з'їв Дорожнього бігуна. Також він додав, що Келсі Греммер (голос Другого Номера Боба), коли дізнався про це вигукнув: «О, нарешті!».

## Ставлення критиків і глядачів
Під час прем'єри серію переглянули 6,75 млн осіб з рейтингом 2.8, що зробило її найпопулярнішим шоу на каналі «Fox» тієї ночі.
Денніс Перкінс з «The A.V. Club» дав серії оцінку B-, сказавши, що серія — «посередня» і гірша серії «Halloween of Horror», що вийшла тижнем раніше.
Джессі Шедін з «IGN» дав серії 6,9 з 10 балів, сказавши, що йому сподобалось повернення Другого Номера Боба, проте поскаржився на відсутність оригінальності в останній історії.
Згідно з голосуванням на сайті The NoHomers Club більшість фанатів оцінили серію на 3/5 із середньою оцінкою 2,63/5.